# 부평공원로
부평공원로(Bupyeonggongwon-ro)는 인천광역시 부평구 부평동에 있는 도로로, 총 연장은 688m이다. 이름이 유래된 것은 공공시설명인 부평공원을 이용하여 명명되었다.

## 역사
- 2009년 10월 19일 : 도로명으로 부평공원로를 고시

## 주요 경유지
- 부평구
  - 부평3동 - 부평1동

## 접촉하는 도로
- 경원대로
- 안남로
- 신촌로
- 동수북로

## 주요 건물 및 시설
- 성일파크뷰아파트 (부평공원로 21/부평동 285-30)
- 서광팰리스 (부평공원로 27/부평동 283-58)
- 태산파크 (부평공원로 31/부평동 285-39)
- 그린빌 (부평공원로 31-1/부평동 285-36)
- 에코그린 (부평공원로 35/부평동 773-61)
- 금오파크뷰APT (부평공원로 47/부평동 284-11)
- 정원오피스텔 (부평공원로 49/부평동 284-9)
- 정원아이빌 (부평공원로 51/부평동 284-222)
- 삼성빌리지 (부평공원로 53/부평동 284-349)
- 성일파크뷰APT (부평공원로 55/부평동 284-5)
- 서진파크빌 (부평공원로 59/부평동 270-61)
- 인천광역시 교통장애인협회 (부평공원로 64/부평동 270-89)

## 같이 보기
- 부평공원